# Jean Schlumberger (joaillier)
Pour les articles homonymes, voir Schlumberger et Jean Schlumberger.
Jean Schlumberger , né le 24 juin 1907 à Mulhouse (Empire allemand à l'époque) et mort le 29 août 1987 à Paris, est un joaillier français connu pour son travail avec Tiffany & Co.

## Biographie
Jean Schlumberger est né à Mulhouse dans une famille aisée impliquée dans l'industrie du textile. Il est le fils de Paul Schlumberger (1877-1952) et d'Élisabeth Schoen (1884-1942), et le frère de Daniel (1904-1972), de Pascal  (1911-1986), d'Isabelle et de Jacqueline Schlumberger. Il dessine constamment pendant sa jeunesse, mais ses parents tentent de décourager son intérêt pour l'art en lui refusant de suivre des cours.
Il commence sa carrière dans les années 1930 en créant des boutons pour Elsa Schiaparelli. La créatrice lui demande ensuite de concevoir des bijoux fantaisie pour son entreprise. 
Pendant la Seconde Guerre mondiale, Jean Schlumberger sert dans l'armée française et survit à la bataille de Dunkerque. Il sert également en Angleterre et au Moyen-Orient avec les Forces françaises libres. Toujours pendant la guerre, il rencontre le photographe Lucien « Luc » Bouchage qui devient son compagnon.
Après la guerre, Jean Schlumberger s'installe à New York et commence à dessiner des vêtements pour Chez Ninon. En 1946, il ouvre une boutique de joaillerie avec son associé Nicolas Bongard (1908-2000).
En 1956, le président de Tiffany & Co., Walter Hoving, lui demande d'imaginer des créations pour l'entreprise. Il y possède son propre atelier jusqu'à sa retraite à la fin des années 1970 et en est nommé vice-président. Il reste l'un des quatre seuls joailliers autorisés par Tiffany & Co. à signer leur travail, avec Paloma Picasso, Elsa Peretti et Frank Gehry.
Les créations de Jean Schlumberger chez Tiffany & Co. sont remarquables par leurs interprétations fantaisistes des formes naturelles. Il est particulièrement inspiré par les créatures marines et les animaux. Diana Vreeland écrit de lui qu'il "apprécie le miracle des bijoux. Pour lui, ce sont les moyens de parvenir à la réalisation de ses rêves.".
L'une des pièces les plus célèbres créées par Jean Schlumberger est la monture du célèbre diamant jaune Tiffany, qui fait partie de la collection de l'entreprise depuis le XIXe siècle. La broche, nommée "Bird on a Rock", incorpore l'impressionnant diamant jaune de 128,54 carats dans une monture fantaisiste typique du style Schlumberger.

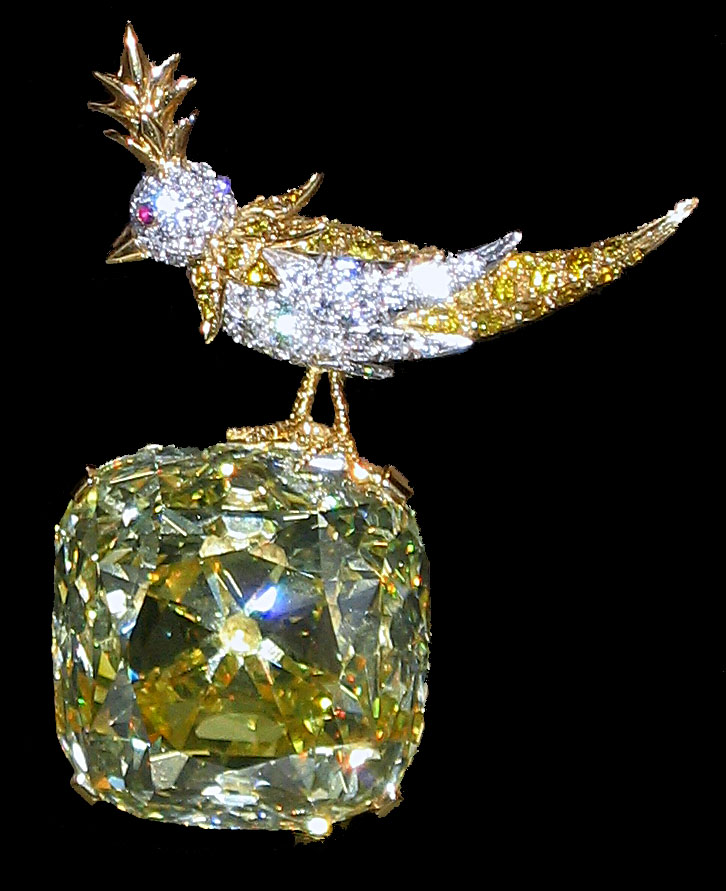
La broche "Bird on a Rock" avec le célèbre Tiffany Yellow Diamond.

Il se construit rapidement une clientèle impressionnante comprenant la duchesse de Windsor, Babe Paley, Greta Garbo, Mona von Bismarck, Marina de Grèce, Gloria Vanderbilt, Elizabeth Taylor et Audrey Hepburn.
Pour Jacqueline Kennedy, John F. Kennedy achète le célèbre clip Two Fruit en rubis et diamants, qui fait partie de la collection permanente de la John F. Kennedy Presidential Library and Museum . Jacqueline Kennedy porte tellement de bracelets signés Schlumberger que la presse les surnomment "Jackie bracelets" .
Personnalité discrète, Jean Schlumberger est proche de nombreuses personnalités de la mode et du design comme Cristóbal Balenciaga, Emilio Terry, Diana Vreeland et Hubert de Givenchy.

## Récompenses
Il est le premier créateur de bijoux à remporter le Coty Award (en) en 1958[réf. souhaitée]. 
En 1977, le gouvernement français le fait chevalier de l'Ordre national du Mérite.

## La Mort
Jean Schlumberger meurt à Paris à l'âge de 80 ans et est enterré au cimetière San Michele de Venise.